# Limnophora triangulifrons
Limnophora triangulifrons är en tvåvingeart som beskrevs av Shinonaga 2005. Limnophora triangulifrons ingår i släktet Limnophora och familjen husflugor. Inga underarter finns listade i Catalogue of Life.